# Shin Kanazawa
Shin Kanazawa (金沢 慎, Kanazawa Shin) est un footballeur japonais né le 9 septembre 1983. Il évolue au poste de milieu défensif.